# Tom Amos
Tom Shiran Amos, född 6 februari 1998 i Johannebergs församling i Göteborg, är en svensk fotbollsmålvakt som spelar för Utsiktens BK.

## Karriär
Amos moderklubb är Mossens BK. 2007 gick han till IFK Göteborg. Inför säsongen 2018 flyttades Amos upp i A-laget, och skrev samtidigt på ett tvåårskontrakt med klubben.
Den 23 augusti 2018 tävlingsdebuterade Amos i en 4–0-vinst över Torns IF i Svenska cupen. Den 24 september 2018 gjorde han allsvensk debut i en 4–1-förlust mot BK Häcken. I juni 2019 skrev Amos på ett nytt 3,5-årskontrakt med IFK Göteborg. I januari 2021 lånades Amos ut till Ettan-klubben Utsiktens BK på ett låneavtal över säsongen 2021.
I januari 2022 värvades Amos av Jönköpings Södra, där han skrev på ett treårskontrakt.
Den 15 januari 2023 blev Amos klar för israeliska Hapoel Be'er Sheva, där han skrev på ett 3,5-årskontrakt.
Den 4 maj 2024 blev Amos klar för Ljungskile SK, då kriget i Israel omöjliggjorde fortsatt spel för Hapoel Be'er Sheva.
I februari 2025 blev Tom Amos klar för Utsiktens BK på ett säsongslångt kontrakt.